# Сірґуметса
Сі́рґуметса (ест. Sirgumetsa küla) — село в Естонії, у волості Луунья повіту Тартумаа.

## Населення
Чисельність населення на 31 грудня 2011 року становила 45 осіб.